# Lunettes stéréoscopiques
 (janvier 2024).
Si vous disposez d'ouvrages ou d'articles de référence ou si vous connaissez des sites web de qualité traitant du thème abordé ici, merci de compléter l'article en donnant les références utiles à sa vérifiabilité et en les liant à la section « Notes et références ».
Pour les articles homonymes, voir lunette.
Les lunettes stéréoscopiques sont destinées à l'observation de films, photographies ou autres images stéréoscopiques.

## Lunettes pour anaglyphes

Lunettes anaglyphiques standard, les branches vers soi : rouge (gauche) / cyan (droite)

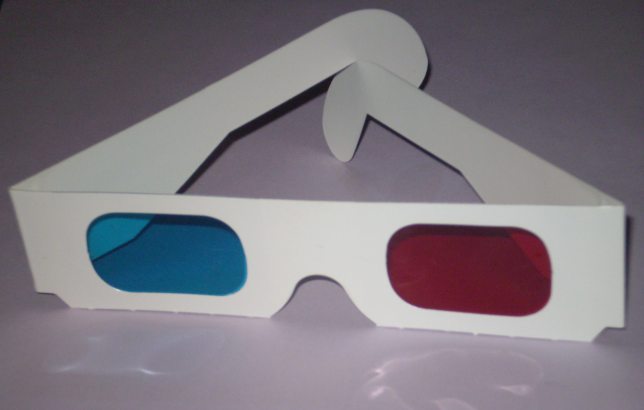
Lunettes pour anaglyphes.

Les lunettes bicolores permettent la vision des anaglyphes. Les couleurs des filtres sont toujours complémentaires.
Elles sont faites de filtres de gélatine ou de film coloré de qualité, et existent en vert/magenta, bleu/jaune, orange/cyan/rouge, et pas rouge et bleu car ces deux couleurs ne sont pas complémentaires et ne pourraient donc pas faire apparaitre cet effet 3D.
Ces lunettes bicolores sont très courantes : on les trouve souvent dans des journaux et publications en anaglyphes, mais aussi dans les coffrets de CD-rom et DVD en relief.
La variété la plus répandue actuellement est la rouge / cyan et, par convention, le filtre rouge est destiné à l'œil gauche.
Elles permettent l'observation des anaglyphes sur papier, sur les écrans d'ordinateur, de cinéma ou de télévision.
Pour certaines applications scientifiques, on les trouve parfois en mauve / jaune.
Ce sont les lunettes stéréoscopiques qui sont les plus simples et les moins coûteuses à fabriquer : on en trouve pour 50 centimes. Elles donnent d'excellents résultats pour les images en noir et blanc (avec des niveaux de gris), et pour les images ne contenant pas de couleurs trop vives : par exemple les couleurs de la peau humaine, de l'herbe, du ciel, des feuilles mortes sauf quelques exceptions, passent parfaitement.
Par contre, l'utilisation de ces lunettes donne un aspect bizarre aux objets de la couleur d'un des filtres des lunettes  : ils apparaissent clairs pour l'œil en face du filtre de leur couleur et sombres, voire noirs pour l'autre œil. Pour cette raison, les anaglyphes ne permettent pas de restituer correctement des images avec certaines couleurs vives.
Le daltonisme, en limitant la sensation de coloration, limite la gêne. La vision du relief n'est en aucun cas perturbée : au pire des cas, la personne ne voyant que par les bâtonnets, perçoit la lumière traversée et triée par les lunettes.

## Lunettes polarisantes

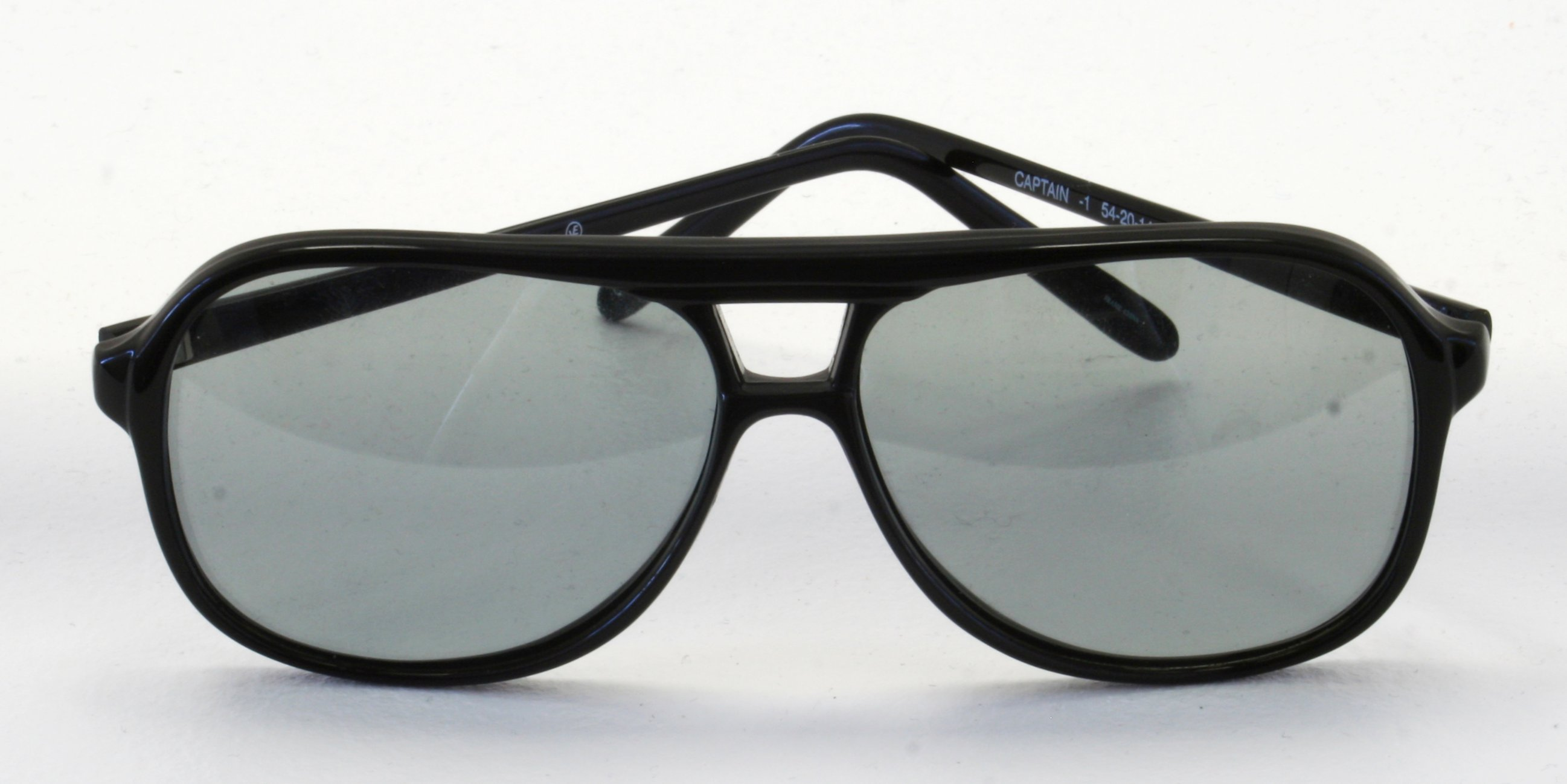
Lunettes polarisantes

### Lunettes à polarisants linéaires
Elles servent essentiellement à l'observation des images stéréoscopiques projetées en lumière polarisée sur un écran métallisé. 
Chaque œil ne reçoit que l'image qui lui est destinée, grâce à la polarisation de la lumière. La lumière destinée à l'autre œil ne traverse pas le filtre polarisant des lunettes, car son orientation ne la laisse pas passer.
Ces lunettes assurent, pour un assez faible coût, une vision de grande qualité, préservant toutes les couleurs.
Les montures peuvent être en carton, pour un usage unique, ou de toutes sortes, pour l'usage personnel.
Les lunettes polarisantes servent aussi à l'observation des « Vectograph », images polarisantes par elles-mêmes, développées à partir de 1936 par Polaroid.

### Lunettes à polarisants circulaires
De même aspect que les précédentes, mais un peu plus coûteuses, elles conviennent aussi à l'observation des images stéréoscopiques. Elles sont constituées d'une couche polarisante linéaire et d'une lame à retard quart d'onde. On les trouve parfois dans des salles de cinéma équipées d'un écran non dépolarisant. 
Une propriété amusante de ces lunettes liée à la façon dont elles sont construites, est que quand on en met deux paires face à face, la superposition de deux verres correspondant au même œil laisse passer la lumière alors que la superposition de deux verres correspondant l'un à l'œil gauche et l'autre à l'œil droit est opaque, et ceci indépendamment de l'orientation des verres. Par contre si on les superpose dos à dos, ce sont alors les orientations respectives des verres qui déterminent la transparence ou l'opacification. Cette expérience démontre qu'effectivement, il y a bien un filtre polarisant du côté intérieur du verre, et que la lame à retard se trouve à l'avant.

## Lunettes à occultations alternées

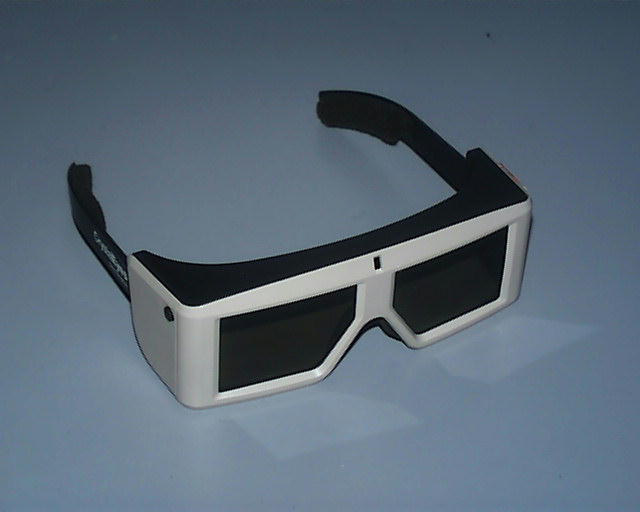
Lunettes alternantes à cristaux liquides

Elles font appel à la technique des cristaux liquides. Le projecteur ou le téléviseur émet alternativement à une cadence rapide, l'image destinée à l'œil droit, puis celle destinée à l'œil gauche. Un système électronique installé sur les lunettes et synchronisé avec l'émetteur de l'image rend opaque les lunettes alternativement du côté droit et du côté gauche, de manière que chaque œil reçoive l'image qui lui est destinée. L'alternance des occultations est commandée par un fil ou un récepteur infrarouge. Ce système qui est adapté aux ordinateurs personnels, du moins aux rares ordinateurs qui ont un écran adapté à ce système, pour les jeux vidéo, et les machinimas.
Ce type de lunettes est adapté à la vidéo en relief et aux salles non équipées d'écrans stéréoscopiques métallisés.
Le confort peut être excellent, surtout en grande salle, par exemple celle du Solido, au Futuroscope de Poitiers [réf. nécessaire].  Mais ce système n'est pas compatible avec des mouvements latéraux rapides dans l'image, à cause de la parallaxe temporelle. On ne pourrait pas représenter ainsi des reportages sportifs.

## Lunettes prismatiques
Ces lunettes (ou lorgnons) sont constituées de deux prismes ou, le plus souvent, de deux lentilles prismatiques, permettant à chaque œil d'observer l'image qui lui est destinée. 
Les images, imprimées sur papier ou affichées sur un moniteur d'ordinateur sont disposées côte à côte, ou, pour certains types d'applications, l'une au-dessus de l'autre.

## Lunettes à écrans intégrés
Sur le principe des écrans de contrôle équipant les appareils photo numériques ou la plupart des caméscopes, deux optiques électroniques sont associées à un écran pour chaque œil, ce qui engendre un prix de vente élevé. Plus ou moins limités en performances par la définition image des deux mini écrans ou moniteurs vidéo intégrés, ces lunettes sont notamment exploitées pour certains jeux vidéo dits « immersifs » et dans l'imagerie scientifique ou médicale. Autre conséquence négative pour ce type d'appareils, le poids relatif des lunettes, ce qui incite de nombreux fabricants à préférer l'intégration dans un casque. Anciennement dotées de connecteurs directs filaires vers la source vidéo, ces lunettes électroniques exploitent le plus souvent désormais des liaisons sans fil. Outre l'encombrement et le poids de ce type de lunettes, une certaine fatigue oculaire peut être ressentie chez certains individus. Mais ce type de lunettes est régulièrement utilisé dans les systèmes de « réalité virtuelle ».